# Celleporina umbonata
Celleporina umbonata är en mossdjursart som beskrevs av Ikezawa och Shunsuke F. Mawatari 1993. Celleporina umbonata ingår i släktet Celleporina och familjen Celleporidae. Inga underarter finns listade i Catalogue of Life.